# 시판섬

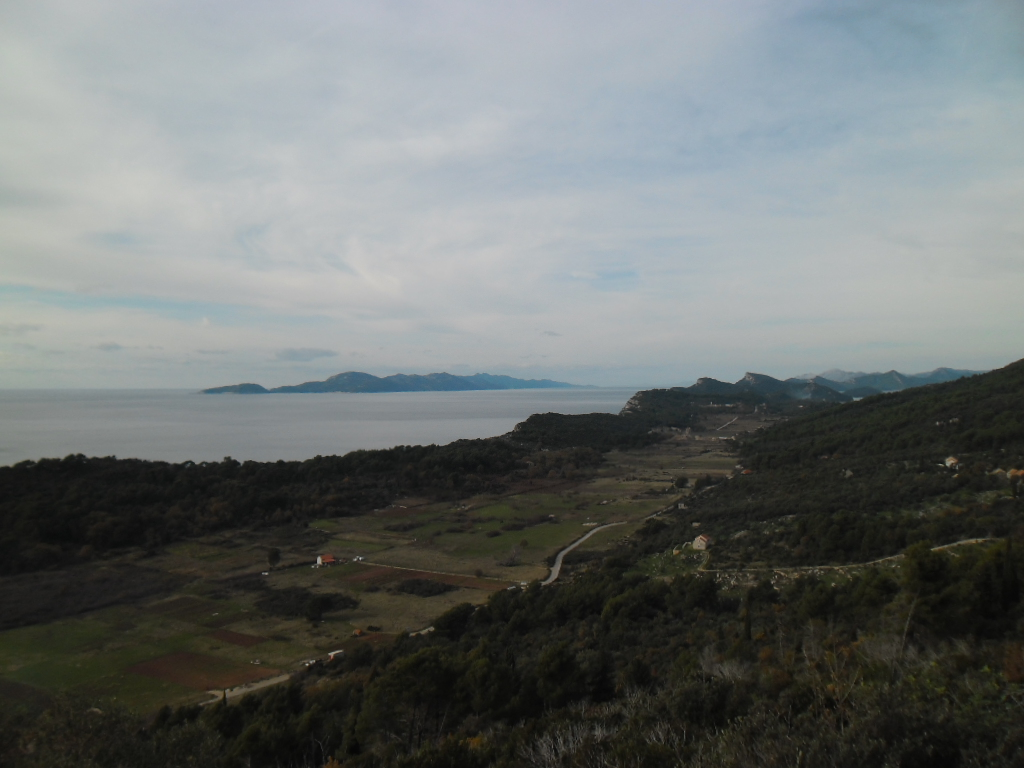
시판섬

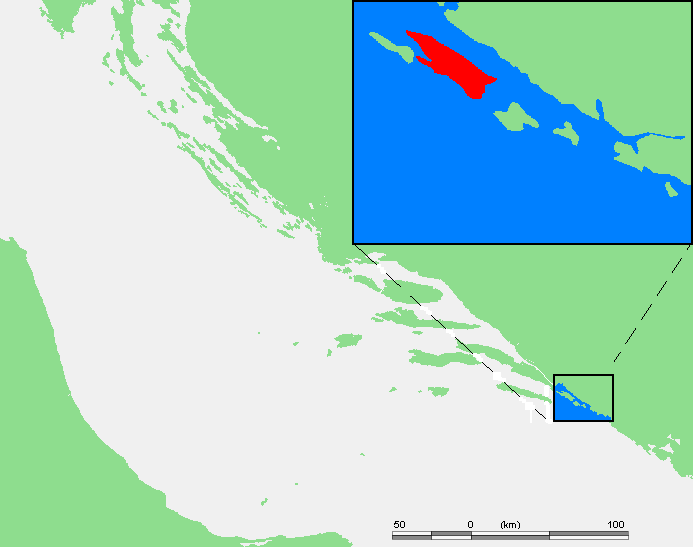
시판섬의 위치

시판섬(크로아티아어: Šipan, 이탈리아어: Giuppana)은 아드리아해에 위치한 크로아티아의 섬으로 면적은 16.22km2, 길이는 9.1km, 너비는 2.6km, 높이는 243m, 인구는 436명(2011년 기준)이다. 행정 구역상으로는 두브로브니크네레트바주에 속하며 두브로브니크에서 북서쪽으로 17km 정도 떨어진 곳에 위치한다.

## 같이 보기
- 로푸드섬
- 콜로체프섬